# بیگ‌بنگ مید
بیگ‌بنگ مِید (انگلیسی: Big Bang Made) یک فیلم مستند محصول سال ۲۰۱۶ کره جنوبی با حضور گروه پسرانه کره‌ای بیگ‌بنگ، در تور جهانی مِید در سال ۲۰۱۵ است که به پر بازدیدترین تور تاریخ از یک هنرمند کره‌ای تبدیل شد. این فیلم در کره جنوبی و ژاپن در ۳۰ ژوئن ۲۰۱۶ منتشر شد. این نخستین فیلم گروه است که به مناسبت دهمین سالگرد آغاز فعالیتشان منتشر شد.